# تشم سورك سفلي (مقاطعة غيلانغرب)
تشم‌سورك سفلي (بالفارسية: چم‌سورک سفلی) هي قرية تقع في قسم ويجنان الريفي في إيران. يقدر عدد سكانها بـ 124 نسمة .